# Peter Nicolai Arbo
Peter Nicolai Arbo (18 de junho de 1831 – Christiania, 14 de outubro de 1892) foi um pintor histórico norueguês, que se especializou em retratos e cenas alegóricas da história norueguesa e da mitologia nórdica. Ele é mais conhecido por The Wild Hunt of Odin, um tema dramático baseado na lenda da Wild Hunt e Valquíria, que retrata uma figura feminina da mitologia nórdica.

## Biografia
Peter Nicolai Arbo cresceu em Gulskogen Manor em Gulskogen, um bairro em Drammen, Noruega. Ele era filho do diretor Christian Fredrik Arbo (1791-1868) e sua esposa Marie Christiane von Rosen. Seu irmão Carl Oscar Eugen Arbo foi um médico militar e um pioneiro nos estudos antropológicos noruegueses. A casa da infância de Arbo, Gulskogen, foi construída em 1804 como residência de verão para seu primo mais velho, o negociante de madeira e industrial Peter Nicolai Arbo.
Arbo começou sua educação artística com um ano na Escola de Arte dirigida por Frederik Ferdinand Helsted (1809-1875) em Copenhague (1851-1852). Depois disso, ele estudou na academia de arte em Düsseldorf. De 1853 a 1855 ele estudou com Karl Ferdinand Sohn, professor da Kunstakademie Düsseldorf, e de 1857 a 1858 com Emil Hünten, que foi um pintor de batalha e animais. Em Düsseldorf, foi por algum tempo aluno particular do pintor de história Otto Mengelberg (1817–1890). Teve contato com Adolph Tidemand e tornou-se amigo de Hans Gude, ambos professores da academia de artes de Düsseldorf. Ele está associado à escola de pintura de Düsseldorf.
Em 1861, Arbo voltou para a Noruega e no ano seguinte fez uma viagem de estudos com Gude e Frederik Collett. Em 1863, ele pintou a primeira versão de Rebanho de cavalos nas altas montanhas, um tema que mais tarde retomou várias vezes. A versão de 1889 está no Museu Nacional de Arte, Arquitetura e Design (norueguês: Nasjonalmuseet for kunst, arkitektur og design) em Oslo e é considerada uma das mais importantes de suas obras.
De 1863 viveu em Paris até 1870, quando voltou para a Noruega e se estabeleceu em Oslo, onde foi nomeado diretor da Escola de Arte.
Em 1866 foi nomeado Cavaleiro da Ordem Real Norueguesa de Santo Olavo e Cavaleiro da Ordem de Vasa. Ele ocupou vários cargos, incluindo como jurado em Estocolmo em 1866 e Filadélfia em 1876, e foi comissário da exposição do departamento de arte vienense em 1873. Ele também foi membro da National Gallery Company em 1875 e diretor do Oslo Kunstforening (Oslo Art Society) de 1882 até sua morte.

## Legado
Drammens Museum (norueguês: Drammens museum for kunst og kulturhistorie) está localizado no coração de Drammen, no lado sul do rio Drammen. Em anos anteriores, esta era uma área de elegantes casas de campo na magnífica propriedade conhecida como Marienlyst. As exposições do museu incluem itens do contexto histórico e cultural da Noruega. O museu Drammen consiste em cinco departamentos, incluindo Gulskogen Manor, a casa de infância de Peder Nicolai Arbo, onde algumas de suas obras estão em exibição.
Suas obras também podem ser encontradas em coleções particulares e no Nasjonalmuseet (Museu Nacional de Arte, Arquitetura e Design).

## Galeria

Pinturas de Peter Nicolai Arbo
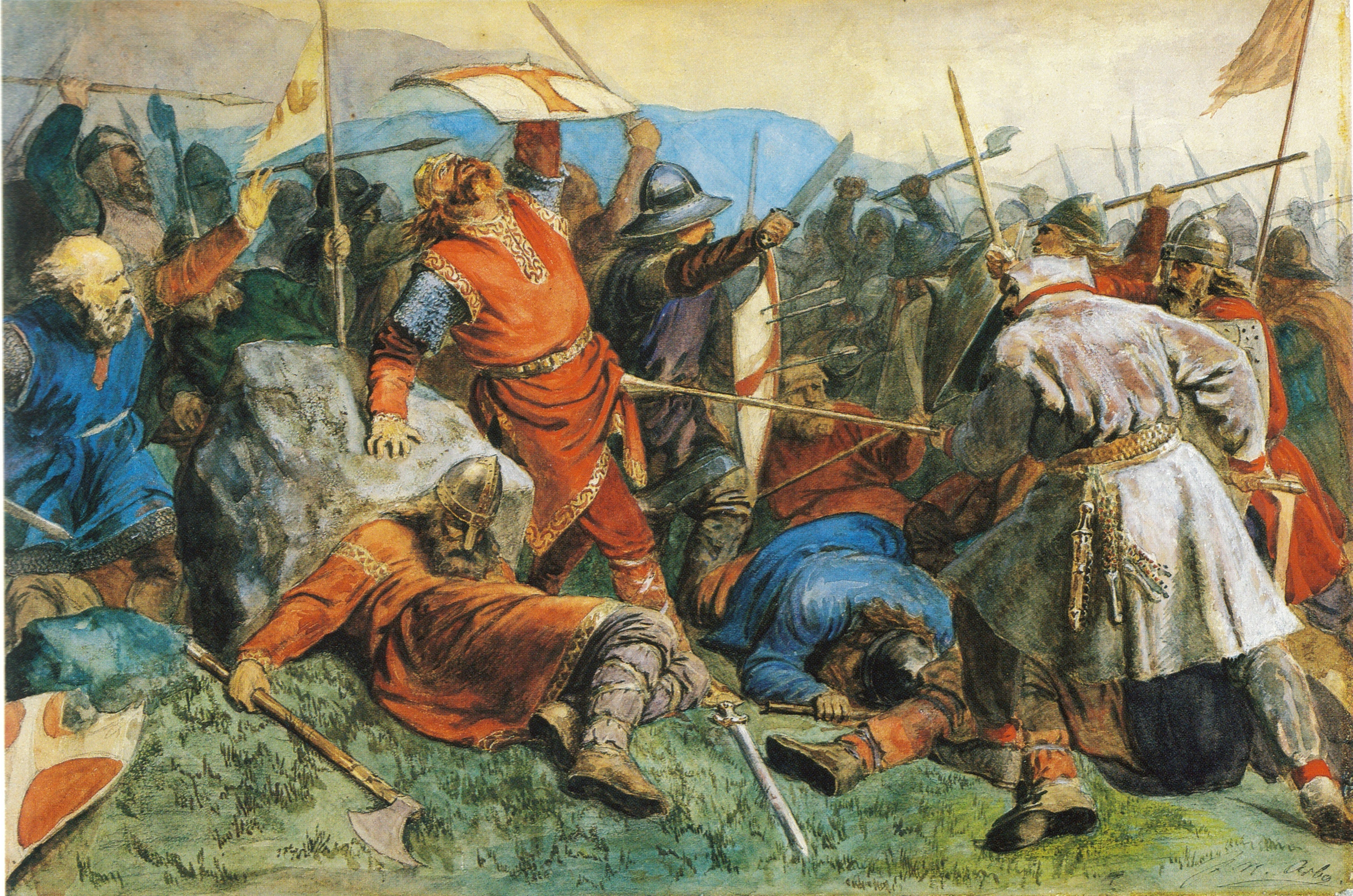
São Olavo na Batalha de Stiklestad (1859)
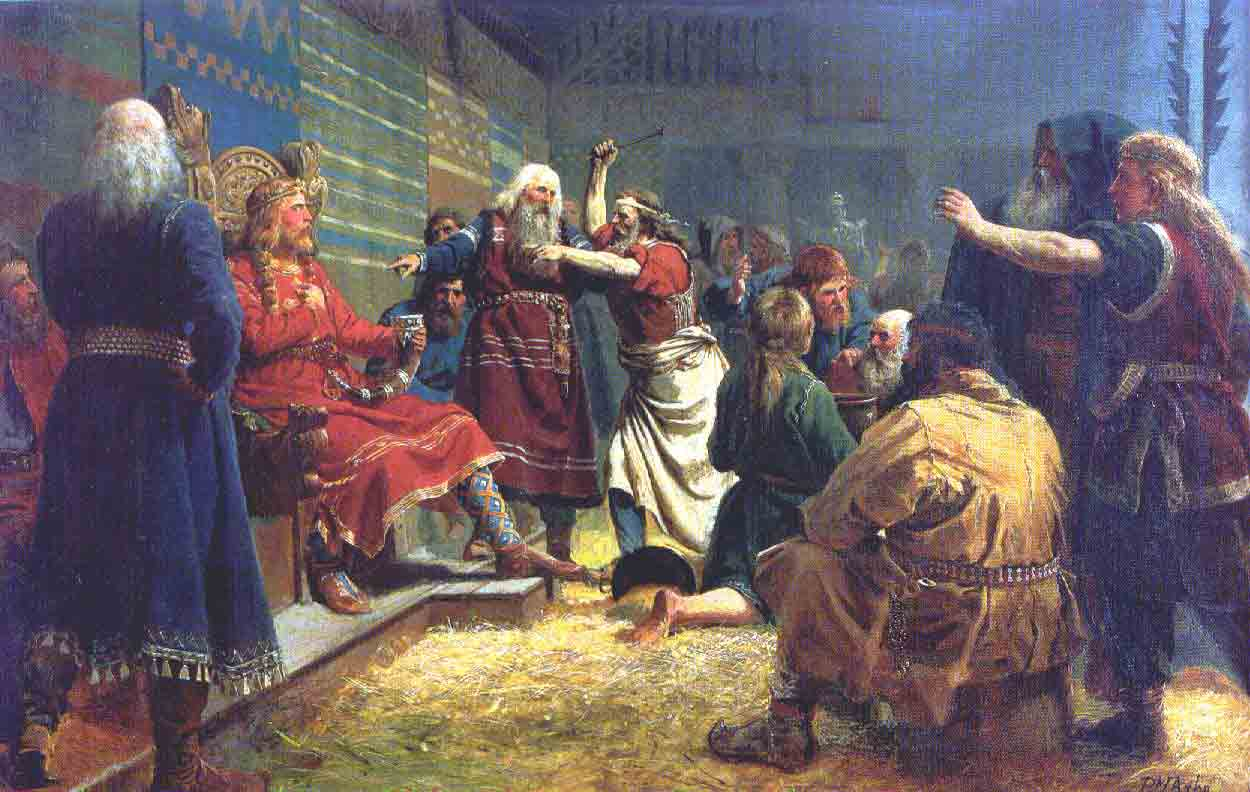
Håkon, o Bom (1860)
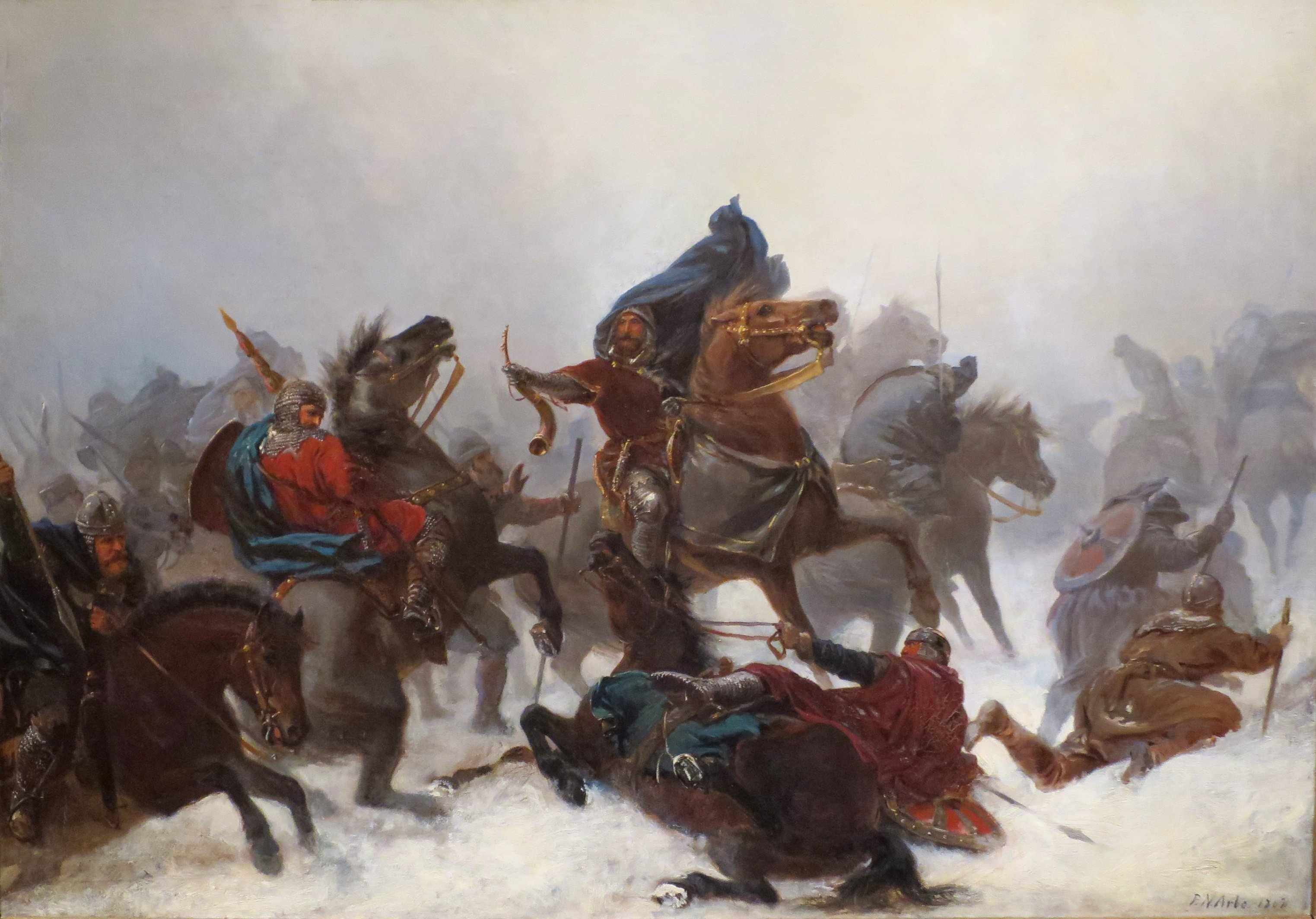
Marcha do Rei Sverre sobre o Vossefjell (1861)
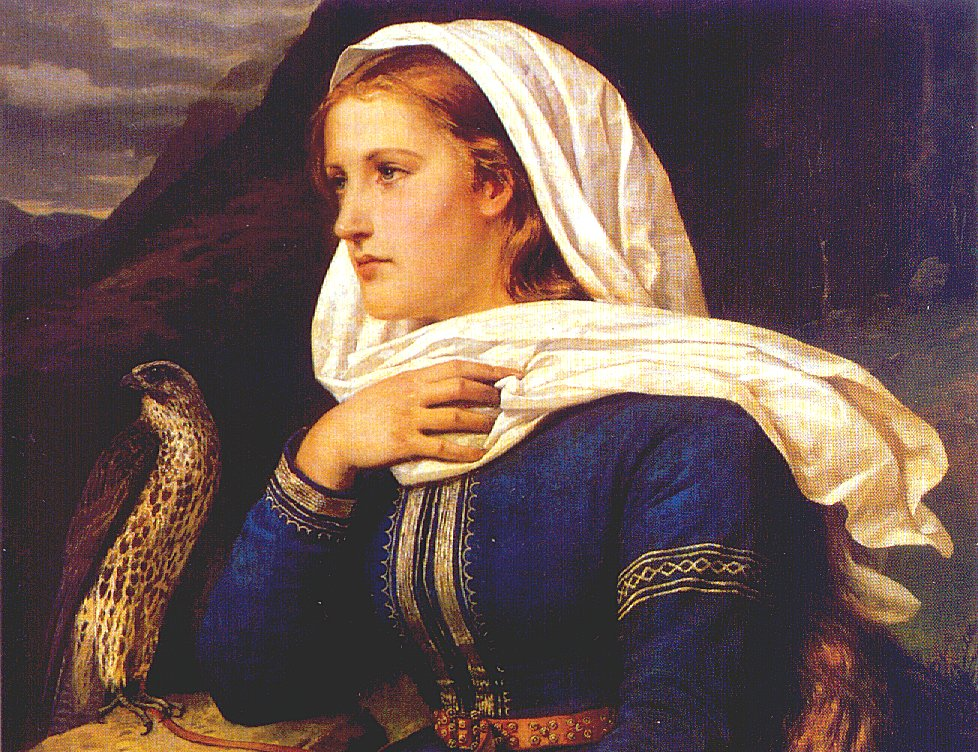
Ingeborg, a amada de Frithjof (1868)
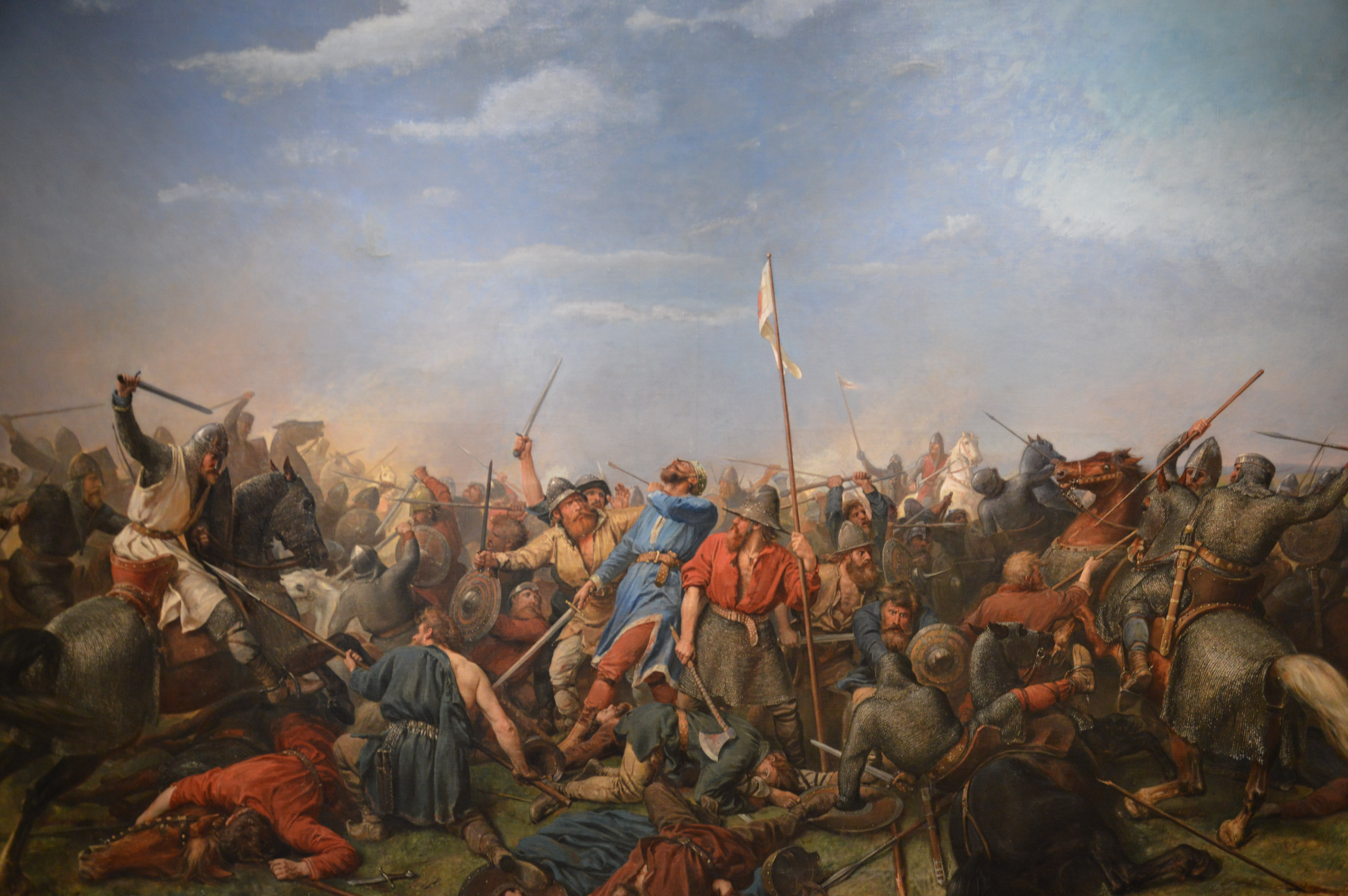
Batalha de Stamford Bridge (1870)
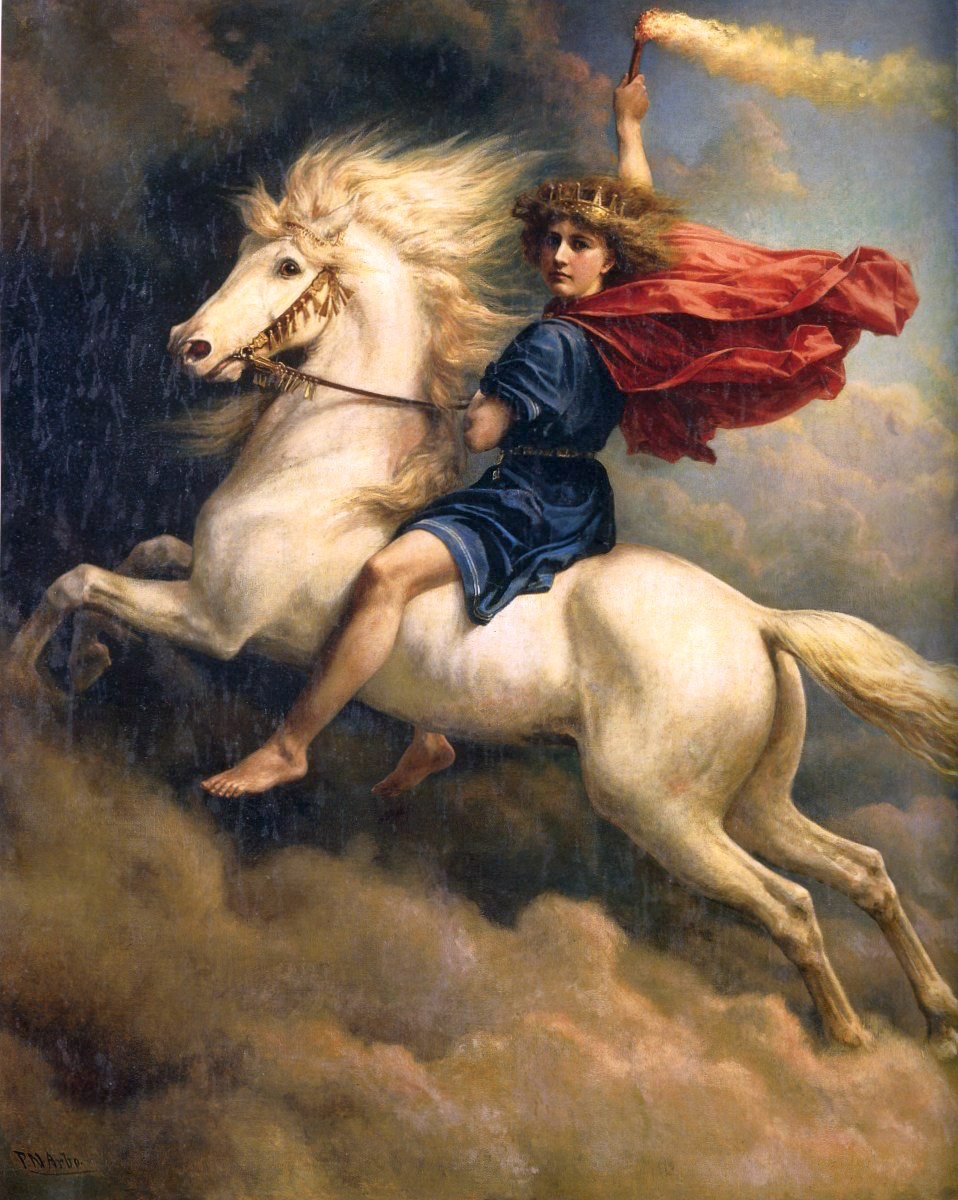
Dagr (1874)
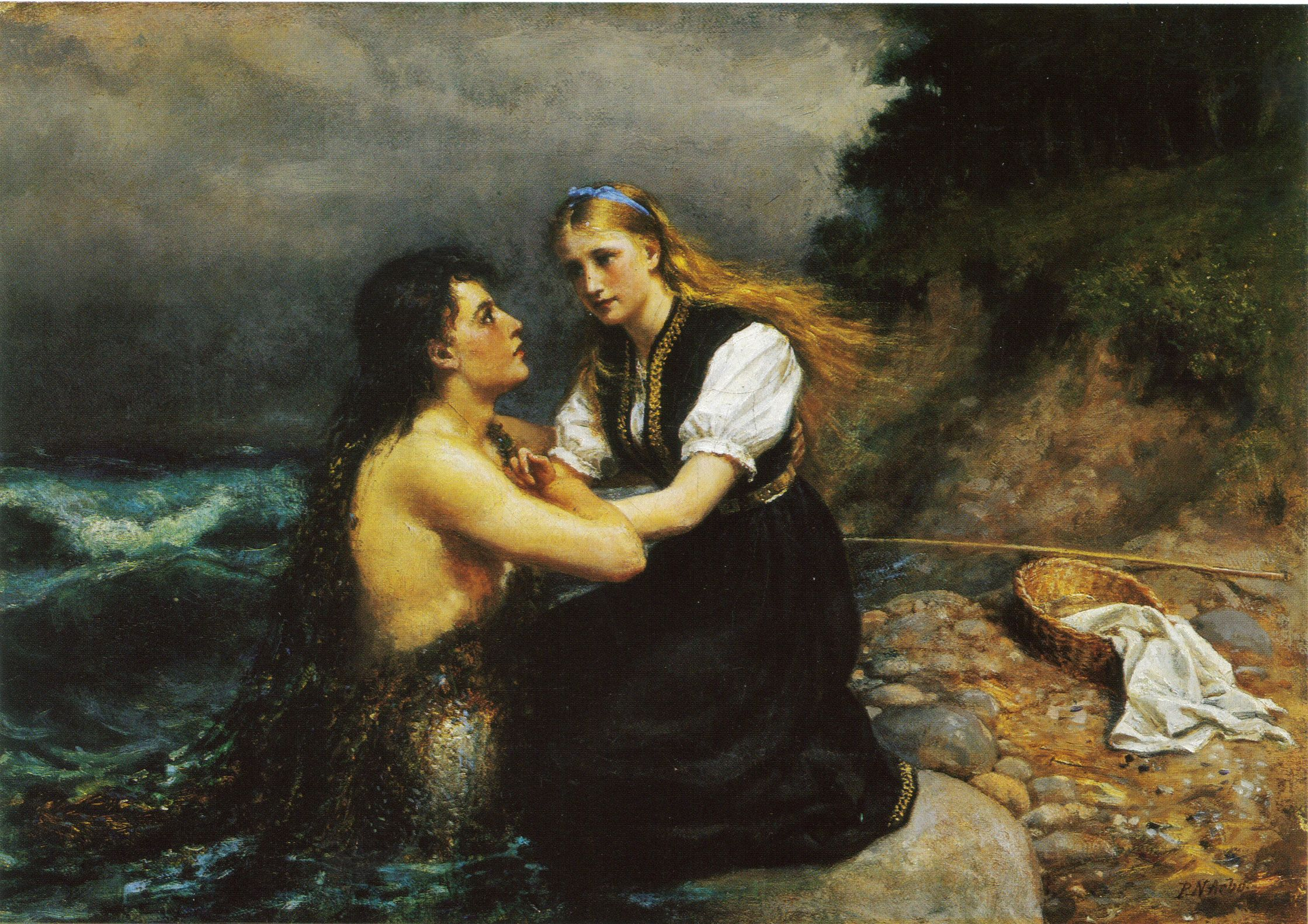
no og Havmanden (1874-1880)
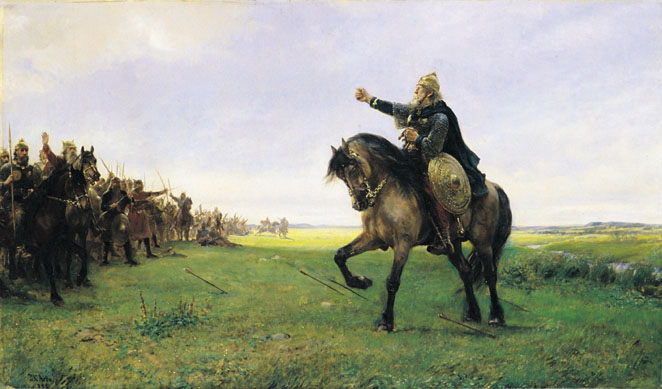
Gizur desafia os hunos (1886)
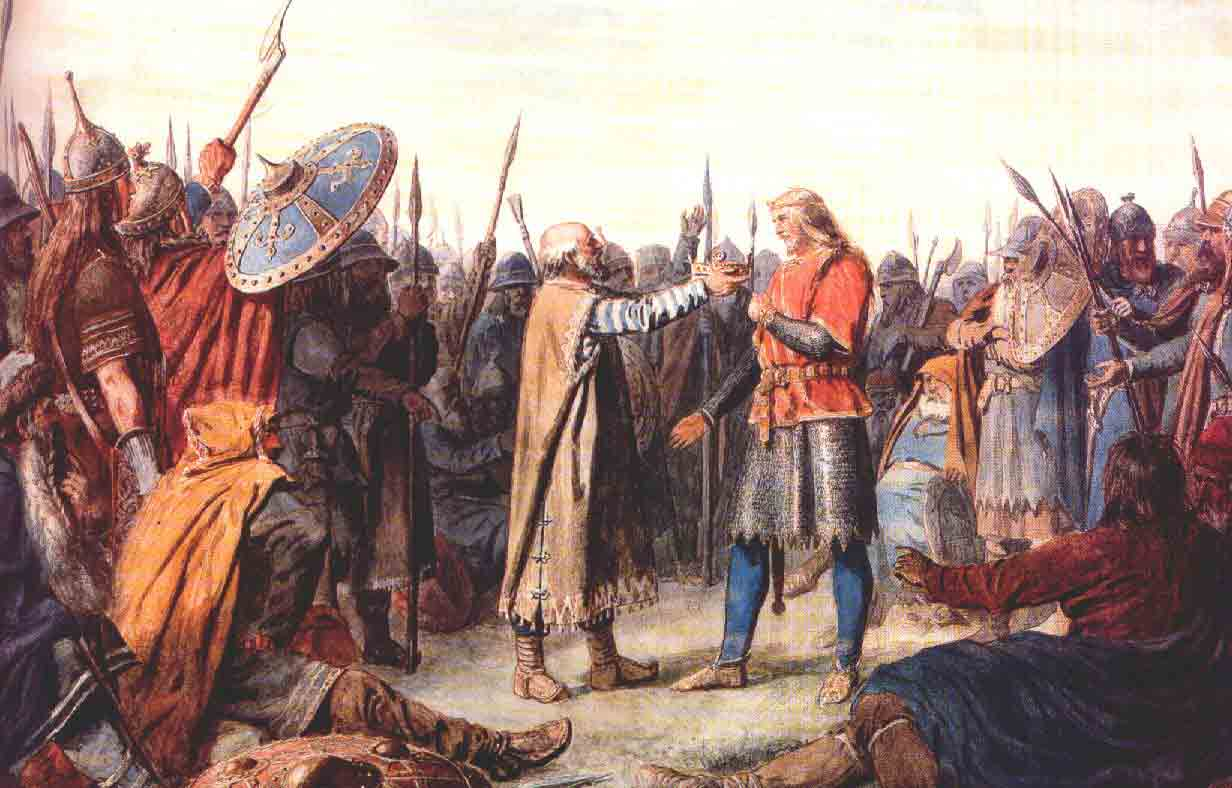
A Coroação de Olav I da Noruega
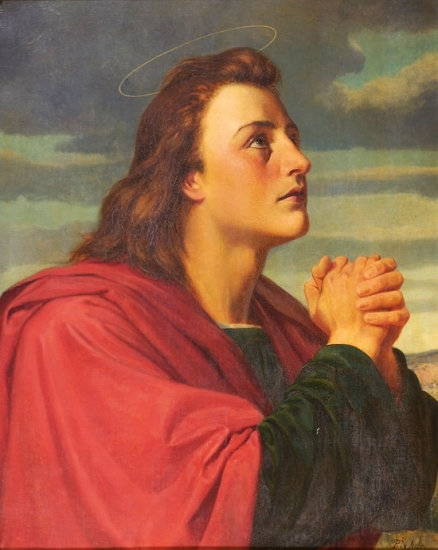
João o Apóstolo (1866)
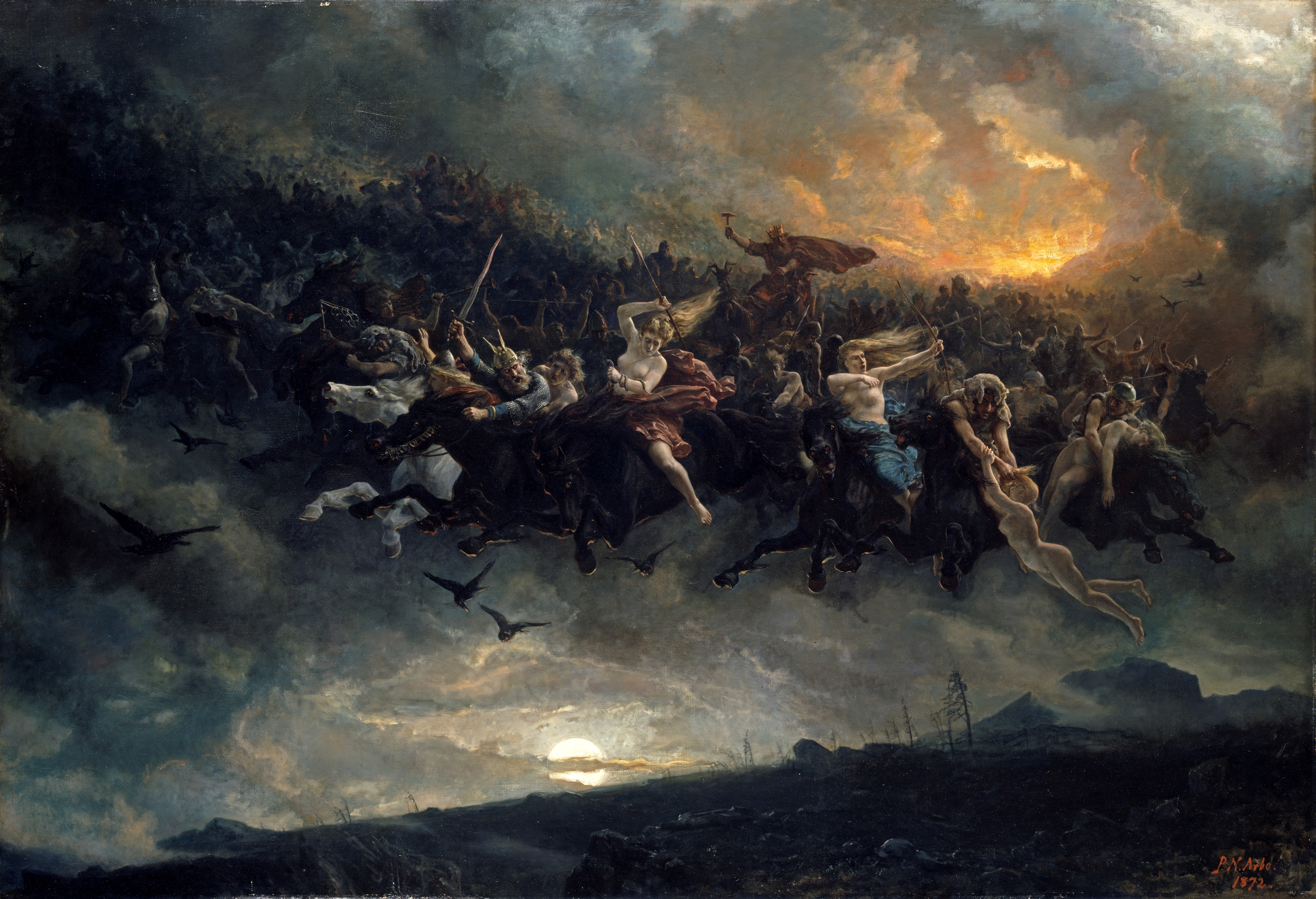
The Wild Hunt of Odin, uma versão nórdica de Wild Hunt (1872)
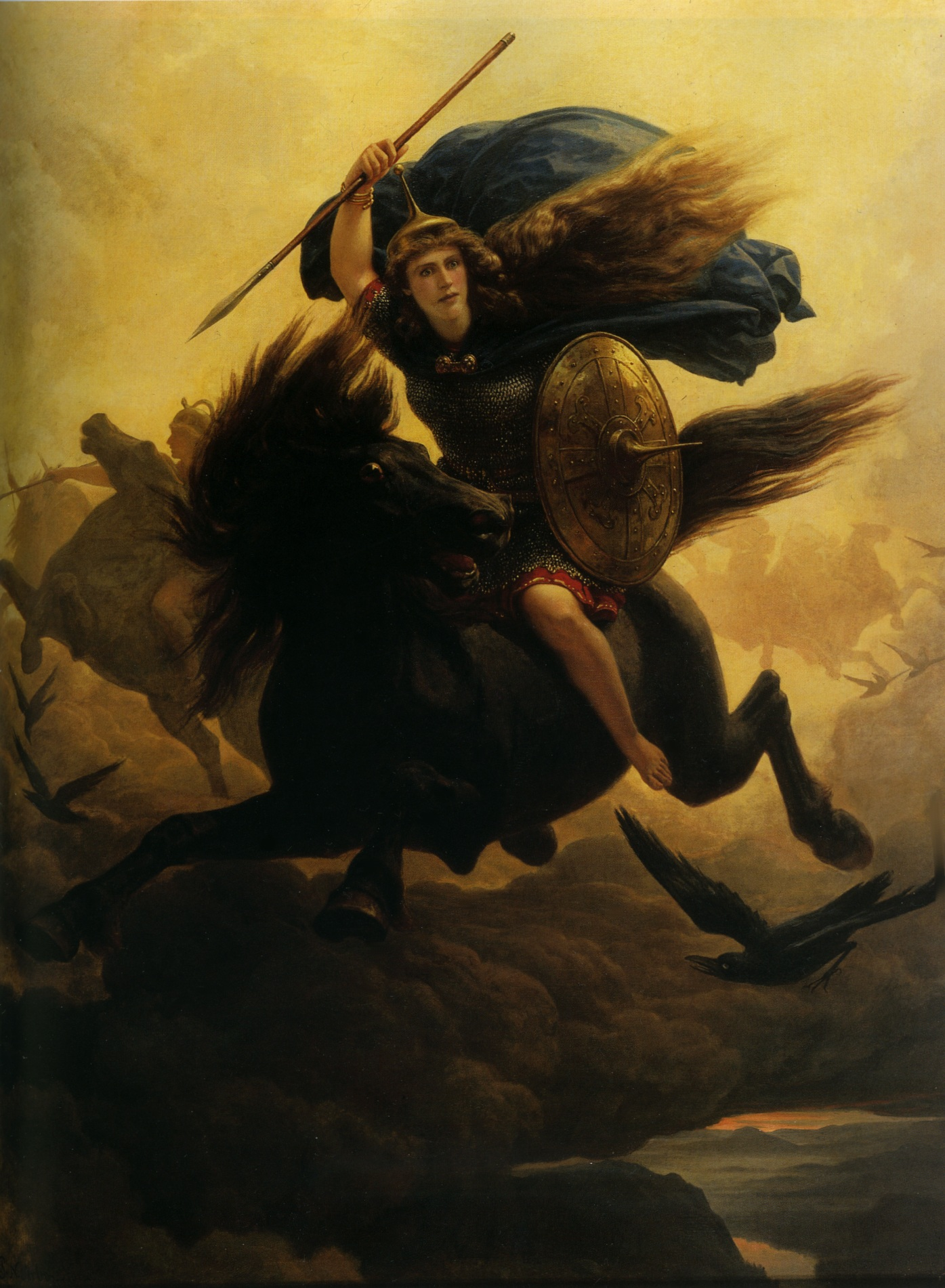
Valkyrie (versão de 1864)
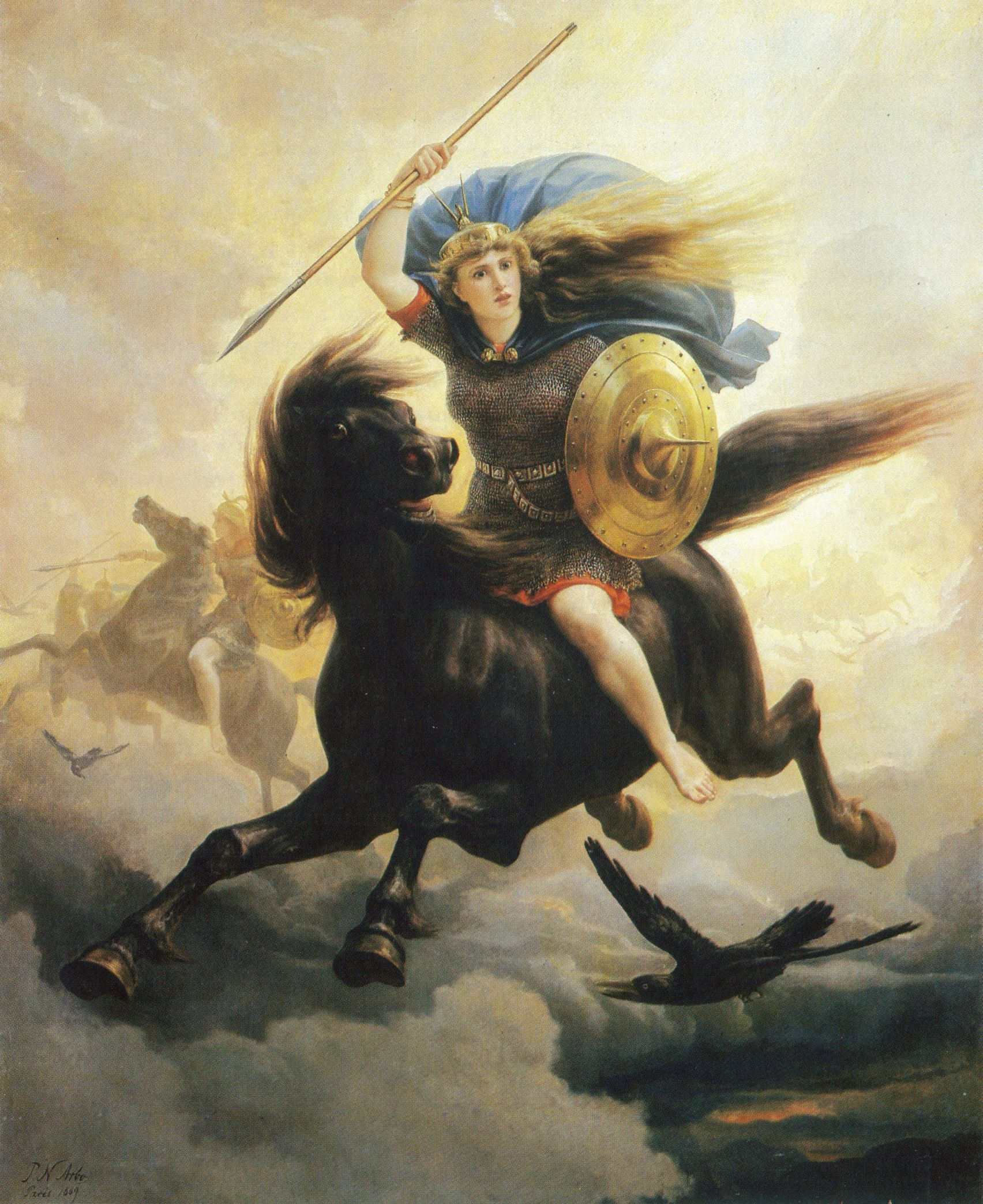
Valkyrie (versão de 1869)